# Новое Широково
Новое Широково — деревня в Медведевском районе Марий Эл Российской Федерации. Входит в состав Люльпанского сельского поселения.
Численность населения — 16 чел. (2021 год).

## География
Деревня располагается в 5,7 км от административного центра сельского поселения — деревни Люльпаны. Деревня вытянулась с запада на восток вдоль поймы реки Изи Турши, которая разделяет деревенскую улицу на две стороны окнами к реке.

## История
Поселение образовано выходцами из деревни Широково Вятской губернии. В 1937 году здесь организован колхоз имени Ухтомского (по имени большевика Ухтомского А. В. — машиниста паровоза, погибшего в революцию 1905 г.) В 1955 году колхозы имени Ухтомского, «Малая Речка» и «Красный луч» объединились в единое хозяйство им. Ухтомского.

## Население
| 2010 | 2011 | 2012 | 2013 | 2014 | 2015 | 2016 |
| ---- | ---- | ---- | ---- | ---- | ---- | ---- |
| 19   | ↗25  | →25  | ↗26  | ↘22  | →22  | →22  |
| 2018 | 2019 | 2020 | 2021 |      |      |      |
| ↘16  | →16  | →16  | →16  |      |      |      |

Национальный состав на 1 января 2013 г.:
| Национальность | Численность, чел. | Доля    |
| -------------- | ----------------- | ------- |
| всего          | 26                | 100,0 % |
| Марийцы        | 1                 | 3,8 %   |
| Русские        | 24                | 92,3 %  |
| другие         | 1                 | 3,8 %   |

## Описание
Улично-дорожная сеть деревни имеет асфальтовое и грунтовое покрытие. Жители проживают в индивидуальных домах. Деревня не газифицирована, используется привозной сжиженный газ.